# Taniperla
Taniperla är en ort i Mexiko.   Den ligger i kommunen Ocosingo och delstaten Chiapas, i den sydöstra delen av landet, 900 km öster om huvudstaden Mexico City. Taniperla ligger 636 meter över havet och antalet invånare är 2 106.
Terrängen runt Taniperla är varierad. Taniperla ligger nere i en dal. Runt Taniperla är det glesbefolkat, med 16 invånare per kvadratkilometer. Taniperla är det största samhället i trakten. I omgivningarna runt Taniperla växer i huvudsak städsegrön lövskog.